# Adriana Bolívar
Adriana del Carmen Calderon de Bolívar (Chile, 7 de julio de 1942), lingüista y analista del discurso venezolana, pero nacida en Chile, es reconocida como pionera en el análisis del discurso latinoamericano. Fundadora de la Asociación Latinoamericana de Estudios del Discurso (1995) y editora principal de la Revista Latinoamericana de Estudios del Discurso (Revista ALED) desde el año 2000, los tres primeros años con Luis Barrera Linares y a partir de 2010 con Martha Shiro. Su Alma Mater es la Universidad Central de Venezuela, donde se desempeñó como Directora de la Escuela de Idiomas Modernos (1976-1978), Coordinadora del Área de Lingüística de la Comisión de Estudios de Postgrado (1986-2000) y Coordinadora de Investigación de la Facultad de Humanidades y Educación (2000-2003). Es investigadora acreditada en el nivel IV por el Consejo Nacional de Investigaciones Científicas y Tecnológicas de Venezuela (Conicit) desde 2008. Dirige la Cátedra Unesco de Lectura y Escritura, sub-sede Universidad Central de Venezuela] desde 2005. Su mayor contribución a los estudios del discurso latinoamericano es en las áreas del discurso político, el discurso académico, el discurso de la descortesía y el análisis de la interacción en el texto escrito. Ha desarrollado un enfoque interaccional que aplica a textos orales, escritos y multimodales. Sus obras más conocidas son Discurso e interacción en el texto escrito, El discurso político venezolano. Un análisis multidisciplinario (Compilado con Carlos Kohn). Análisis del discurso. Por qué y para qué (Comp). El análisis del diálogo. Reflexiones y estudios (compilado con Frances de Erlich) y Lectura y Escritura para la investigación (compilado con Rebecca Beke). El grueso de su investigación se encuentra en artículos en revistas especializadas en inglés y en español.

## Estudios
Obtuvo la licenciatura en Inglés por la Universidad de Chile (1964) con una tesis sobre la naturaleza y función del héroe en Three Plays for Puritans de Bernard Shaw. Obtuvo un M. Phil. en Educación por la Universidad de Londres (1971) sobre el lenguaje especializado de la psicología, que condujo a la publicación del libro An English course for students of Psychology (1972). Al mismo tiempo hizo una Especialización en Phonetics for foreign students (1971). Obtuvo un Ph.D. en Inglés por la Universidad de Birmingham, UK. (1985), con especialidad en análisis del discurso, sobre el tema de la interacción en el texto escrito, que versó sobre los editoriales de los periódicos británicos The Guardian y The Times. Su tutor de tesis fue John Sinclair y pasó a formar parte del grupo de investigadores de la Escuela de Birmingham. Como resultado de la tesis se publicó el libro Discurso e interacción en el texto escrito (primera edición de 1994, última edición en 2005).

## Carrera
Inició su carrera en el campo de la Enseñanza del Inglés con Fines Específicos (ESP) a estudiantes de diferentes disciplinas humanísticas y científicas en la Universidad Central de Venezuela. Dedicó varios años a la lingüística del inglés y del español (gramática y estilística contrastiva) y luego se dedicó por entero al análisis del discurso. Sus investigaciones en el análisis del discurso político se iniciaron después de haber terminado su tesis doctoral que la llevó a plantearse la relación entre discurso y poder político. Sus investigaciones se concentraron en el diálogo político a través de la prensa y, posteriormente, en el diálogo entre los presidentes y su pueblo, así como el diálogo entre políticos y entre la ciudadanía y los actores políticos. Su principal tema ha sido el cambio político en la democracia venezolana y en la interacción política latinoamericana. Desde una perspectiva lingüística interaccional, que recurre al análisis de la conversación, a la pragmática y a la lingüística sistémica funcional, ha explicado procesos de polarización y de radicalización del populismo en Venezuela y América latina. Lo novedoso de su postura es que propone una descripción a partir de los participantes en la interacción en distintos momentos, en el microdiálogo (en contextos de situación micro) y en el macrodiálogo (en contextos macro en la dimensión histórica). Desde su punto de vista, las categorías centrales del discurso son el diálogo y la evaluación, y todo su trabajo toma estas categorías como punto de partida para la construcción de nuevas categorías que surgen en el análisis de los datos.
Paralelamente con la investigación sobre el diálogo político, ha llevado a cabo desde los años 90 investigaciones sobre el discurso de los académicos. Primero sobre los géneros académicos que garantizan la entrada a una comunidad científica nacional e internacional, como el caso de los resúmenes para Congresos nacionales e internacionales y, luego, sobre los textos que legitiman a un investigador como tal, como es el artículo de investigación, con el cual los académicos son reconocidos y aceptados. Su mayor interés ha estado en la formación de formadores en la investigación y en la escritura académica. Eso la llevó a investigar distintos géneros académicos y profesionales y los procesos de la co-construcción del conocimiento en distintas disciplina. El trabajo con corpus le permitió hacer afirmaciones sobre diferencias relevantes entre las disciplinas humanísticas como educación, psicología, filosofía y comunicación social, que es necesario tener en cuenta en el momento de escribir y evaluar artículos o tesis de grado y postgrado. En sus estudios ha desarrollado el análisis crítico del discurso de los académicos con el fin de promover la conciencia crítica del lenguaje y la autonomía intelectual entre los investigadores de América Latina. Muchas de estas investigaciones tienen como soporte institucional a la Cátedra Unesco de Lectura y Escritura, cuya meta final es promover el mejoramiento de la educación en América latina a través de la lectura y la escritura.
Durante su carrera ha dictado cursos y seminarios en gramática inglesa y del español, sociolingüística, análisis de la conversación, s textuales, lingüística de corpus, seminarios de investigación, análisis crítico del discurso, discurso e ideología, discurso de (des)cortesía, y otras materias en el área del lenguaje y del discurso. Ha dictado cursos y conferencias sobre su manera de acercarse al discurso en universidades de América Latina, Europa y Estados Unidos.

## Distinciones
Para sus investigaciones ha recibido becas y financiamiento del Consejo de Desarrollo Científico y Humanístico de la Universidad Central de Venezuela, del Fonacit de Venezuela, el Consejo Británico, el DAAD y la British Academy. Obtuvo una British Academy Award en 1999-2000. Recibió en 2002 la Orden José María Vargas en Primera Clase. En 2008 fue acreditada como Investigadora del Programa de Promoción del Investigador PPI, Fonacit, nivel IV. En 2003 fue nombrada Presidente Honoraria de la ALED (Asociación Latinoamericana de Estudios del Discurso). Recibió el Premio “Francisco de Venanzi” a la Trayectoria del Investigador universitario en su vigésima edición, Área Humanidades, otorgado por la APIU y el CDCH en 2008.
En el año 2009, fue publicado el libro: Haciendo discurso. Homenaje a Adriana Bolívar, editado por Martha Shiro, Paola Bentivolgio y Frances D. Erlich y publicado en Caracas por la Universidad Central de Venezuela. En este libro, de 749 páginas y con un total de 38 artículos, le rindieron homenaje investigadores amigos de América Latina, Estados Unidos y Europa.

## Publicaciones

### Libros (como autora, coautora, editora y compiladora)
- Calderón de Bolívar, A. (1976). An English Course for Students of Psychology. Caracas: Universidad Central de Venezuela.

- Bolívar, A., & Markov, A. (1993). Estrategias de Compresión de Textos en inglés. Cuadernos de Postgrado N.º 3 y N.º 4. Caracas: Comisión de Estudios de Postgrado. Facultad de Humanidades y Educación. Universidad Central de Venezuela.
- Bolívar, A. (1994). Discurso e interacción en el texto escrito. (Reimpresión en 1998). (Segunda edición en 2005).Caracas: Consejo de Desarrollo Científico y Humanístico. Universidad Central de Venezuela.
- Bolívar, A. (Comp.). (1996). Estudios en el análisis crítico del discurso. Cuadernos de postgrado N.º 14. Caracas: Comisión de Estudios de Postgrado. Facultad de Humanidades y Educación. Universidad Central de Venezuela.
- Bolívar, A., & Bentivoglio, P. (Eds.). (1997). Actas del I Coloquio Latinoamericano de Análisis del Discurso. Caracas: Universidad Central de Venezuela.
- Bolívar, A., & Markov, A. (1997). Estrategias para la lectura en inglés. (Segunda edición). Caracas: Comisión de Estudios de Postgrado. Facultad de Humanidades y Educación. Universidad Central de Venezuela.
- Bolívar A., & Kohn, C. (Comps.). (1999). El discurso político venezolano: un estudio multidisciplinario. Coedición. Caracas: Comisión de Estudios de Postgrado. Facultad de Humanidades y Educación. Universidad Central de Venezuela y Editorial Tropykos.
- Bolívar, A. (2003). (Ed.). Discurso y democracia en Venezuela. Número monográfico de la Revista Iberoamericana de Discurso y Sociedad. Gedisa: Barcelona.
- Bolívar, A., (Coord.) Monterola, C., Ramos, C., Sánchez, L. & Sans, J.F. (Comps.). (2004). Humanismo y Educación: seducción del futuro. Caracas: Fondo Editorial de la Facultad de Humanidades y Educación y Fundación Ayacucho.
- Bolívar, A.; Sedano, M., & Shiro, M. (Comps.). (2006). Haciendo Lingüística. Homenaje a Paola Bentivoglio. Caracas: Fondo Editorial de la Facultad de Humanidades y Educación.
- Bolívar, A., & De Erlich, F. (Eds.). (2007). El diálogo. Reflexiones y estudio. Caracas: Fondo Editorial de Humanidades. Universidad Central de Venezuela. (Disponible en:)
- Bolívar, A. (Ed.). (2007). Análisis del discurso. Por qué y para qué. Caracas: Los Libros de El Nacional.
- Bolívar, A. & Beke, R. (Eds.). (2011). Lectura y escritura para la investigación. Caracas: Consejo de Desarrollo Científico y Humanístico. Universidad Central de Venezuela. Primera reimpresión en 2014.
- Bolívar, A., & Markov, A. (2012). Estrategias para la lectura en inglés. Tercera edición. Caracas: Universidad Central de Venezuela.

### Capítulos de libros
- Calderón de Bolívar, A. (1985). Individual Issues. En R. Quirk., & H.G. Widdowson (Eds.), English in the world: Teaching and learning the language and literatures (pp. 246-247). Cambridge: Cambridge University Press.[1]
- Bolívar, A. (1993). El encuentro de dos mundos a través del discurso. En H. Acosta (Coord.), Una mirada humanística. Reflexiones sobre el encuentro de dos mundos (pp. 81–113). Caracas: Fondo Editorial de Humanidades. Universidad Central de Venezuela.[2]
- Bolívar, A. (1994). The structure of newspaper editorials. En M. Coulthard (Ed.), Advances in Written Text Analysis (pp.276–294). London: Routledge, Kegan and Paul.[3]
- Bolívar, A. (1995). La autorreferencia en la práctica discursiva de Rafael Caldera. En C. Kohn (Comp.), Discurso político y crisis de la democracia: reflexiones desde la filosofía social, la ética y el análisis del lenguaje. (pp.121–144). Cuadernos de postgrado N.º 12. Caracas: Comisión de Estudios de Postgrado. Facultad de Humanidades y Educación. Universidad Central de Venezuela.
- Bolívar, A. (1995). El uso de YO y NOSOTROS en el discurso político venezolano. En H. Perdiguero., & A. Álvarez (Eds.), Estudios sobre el español de América. Actas del V Congreso Internacional de “El Español de América” [CD-ROM]. (pp. 194-204). España: Universidad de Burgos (6-10 de noviembre de 1995).
- Bolívar, A. (1995). Textos y discurso en el encuentro de dos mundos. En: Actas del IV Congreso Internacional de 'Español de América', Tomo 2, (págs. 900-913). Santiago de Chile.
- Bolívar, A. (1996). La temporalidad: pretérito y antepresente del indicativo en el habla de Caracas. En: Actas del X Congreso Internacional de la Asociación de Lingüística y Filología de la América Latina (pp. 191–197). México: Universidad Autónoma de México.
- Bolívar, A. (1996). El acceso a la palabra en la noticia periodística. En A. Bolívar (Comp.) Estudios en el análisis crítico del discurso. Cuadernos de postgrado Nº 14 (pp. 11-45). Caracas: Comisión de Estudios de Postgrado. Facultad de Humanidades y Educación. Universidad Central de Venezuela.
- Bolívar, A. (1997). La toma de turnos en el texto escrito: implicaciones para la lectura. En M.C. Martínez (Comp.), Los procesos de la lectura y la escritura. Propuestas de intervención Pedagógica (pp. 79-92). Cali: Editorial Universidad del Valle.[4]
- Bolívar A., & C. Kohn (Comps.). (1999). Diálogo y participación: ¿cuál diálogo, cuál participación? En A. Bolívar, & C. Kohn (Comps.), El discurso político venezolano: un estudio multidisciplinario (pp. 103-115) Caracas: Universidad Central de Venezuela y Editorial Tropykos.
- Bolívar, A. (1999). The linguistic pragmatics of political pronouns in Venezuelan Spanish. En J. Verschueren (Ed.), Language and Ideology. Selected Papers from the 6th International Pragmatics Conference, Vol. 1 (pp. 56-69), Belgium: International Pragmatics Association, Antwerp.[5]
- Bolívar, A. (2001). The negotiation of evaluation in written text. En M. Scott., & G. Thompson (Comps.), Patterns of text: in honour of Michael Hoey (pp. 129-158). Ámsterdam: Benjamin Publishers.[6]
- Bolívar, A. (2001). La semántica y la pragmática de la discriminación: un caso en la prensa venezolana. En J. Bustos, P. Charaudeau, J. Girón, S. Iglesias & C. López (Comps.), Lengua, Discurso, Texto. I Simposio Internacional de Análisis del Discurso Volumen II (pp. 1793-1810). Madrid: VISOR Libros.
- Bolívar, A. (2002). La lectura del discurso político. En G. Parodi (Ed.), Lingüística e Interdisciplinariedad: Desafíos del nuevo milenio. Ensayos en honor a Marianne Peronard. Cap. 15, (pp. 309-333). Valparaíso-Chile: Ediciones Universitarias de la Universidad Católica de Valparaíso.
- Bolívar, A. (2002). Los reclamos como actos de habla en el español de Venezuela. En D. Bravo & M. E. Placencia (Comps.), Actos de habla y cortesía en español. Studies in Pragmatics 5, (pp. 37- 53). London: LINCOM EUROPA.
- Bolívar, A. (2002). Violencia verbal, violencia física y polarización a través de los medios. En L. Molero., & A. Franco (Eds.) El discurso político en las ciencias humanas y sociales (pp. 125-136). Caracas: Fondo Nacional de Ciencia, Tecnología e Innovación.
- Bolívar, A. (2003). La descortesía como estrategia política en la democracia venezolana. En D. Bravo (ed.) La perspectiva no etnocentrista de la cortesía: identidad socio-cultural de las comunidades hispanohablantes. Actas del Primer Coloquio Edice. [CD-ROM]. (pp. 213-226), Waxholm: Suecia, 6 al 8 de septiembre de 2002.[7]
- Bolívar, A. (2003). Nuevos géneros discursivos en la política: el caso de Aló Presidente. En Berardi. L (Comp.) Análisis crítico del discurso: perspectivas latinoamericanas (pp.101-130). Santiago de Chile: FRASIS editores.
- Bolívar, A. & A. Álvarez (2004). La cortesía verbal en Venezuela. En D. Bravo y A. Briz (Eds.) Pragmática sociocultural. Estudios sobre el discurso de cortesía en español (pp. 169-179). Ariel: Barcelona.[8]
- Bolívar, A. (2005). Descortesía y confrontación política. En D. Bravo (ed.) Estudios de la (des)cortesía en español. Categorías conceptuales y aplicaciones a corpora orales y escritos (pp. 273-297). Buenos Aires: DUNKEN.
- Bolívar, A. (2005). La descortesía en la dinámica social y política. En J. Murillo (Ed.) Actos de habla y cortesía en distintas variedades del español: perspectivas teóricas y metodológicas. Actas del II Coloquio Internacional del Programa Edice, (pp. 137-164). San José: Universidad de Costa Rica.
- Bolívar, A. (2005). The President and the Media. En A. Betten., & M. Dannerer (Eds.) Dialoganalyse VIII/ Dialogue Analysis XIX- Dialogue in Literature and the media. Selected Papers from the 9th IADA Conference, Salzburg 2003, (pp. 215-226). Tübingen: Niemeyer.
- Bolívar, A. (2005). Los estudios del discurso en América Latina hoy. En A. Harvey (Comp.) En torno al discurso. Contribuciones de América Latina (pp. 346-355). Santiago: Universidad Católica de Chile.
- Bolívar, A. (2005). El análisis crítico del discurso en los ámbitos político y académico. En L.A. Ramírez Peña, & G.-L. Acosta Valencia (Comps.) Estudios del discurso en Colombia (pp. 17- 44). Medellín: Sello editorial Universidad de Medellín.
- Bolívar, A. (2005). Sobre el problema de la selección de teorías y métodos en análisis del discurso. En L. Molero de Cabeza, A. Franco & L. Vieira (Comps.) Estudios del discurso en Venezuela: teoría y método (pp. 285- 298). Maracaibo: Universidad del Zulia.
- Bolívar, A. (2006). La función de la evaluación en artículos y ensayos humanísticos. En J. Falk, J. Gille., & F. Weichmeister Bermúdez (Coords.) Discurso, interacción e identidad (pp. 109- 136). Estocolmo: Universidad de Estocolmo.
- Bolívar, A (2007). Introducción. Por qué y para qué. En A. Bolívar (Comp.). Análisis del Discurso. Por qué y Para qué. (pp. 9-15). Caracas: Los Libros de El Nacional.
- Bolívar, A. (2007). Los primeros problemas del analista: ¿qué teorías? ¿qué métodos? ¿por dónde empezar? En A. Bolívar (Comp.) Análisis del Discurso. Por qué y Para qué (pp. 21-38). Caracas: Los Libros de El Nacional.
- Bolívar, A. (2007). El análisis interaccional del discurso: del texto a la dinámica social. En A. Bolívar (Comp.) Análisis del Discurso. Por qué y Para qué (pp. 249-277). Caracas: Los Libros de El Nacional.
- Bolívar, A. (Coord.); Briceño León, R.; Bolívar Chollett, M.; Ishibashi, J.; Mosonyi, E. E.; Bisbe, L.; Kaplan, N., & Velásquez, R (2007). Discurso y Racismo en Venezuela: un país “café con leche”. En T. A. Van Dijk (Ed.) Discurso y racismo en América Latina (pp. 371-423). Gedisa: Barcelona.
- Bolívar, A. (2007). Dialogue and confrontation in Venezuelan political interaction, AILA Review 18, 3-17. En T. A. van Dijk (Ed.) Discourse Studies, volume I, Chapter 10 (pp. 261-274). Los Angeles, London, New Dehli, Singapore: Sage Publications.
- Bolívar, A. (2008). La (des)cortesía en el lugar de trabajo: empresa del estado versus empresa privada. En A. Briz Gómez, A. Hidalgo Navarro, J. Contreras, M. Albelda & N. Hernández (Eds.), Cortesía y conversación: de lo escrito a lo oral (pp.126-149). Valencia: Universitat de València)
- Bolívar, A. (2008). El análisis interaccional del discurso: de lo micro a lo macro. En I. Fonte.; & L. Villaseñor (Eds.), La construcción discursiva del significado. Exploraciones en política y medios (pp. 15-48). México: Departamento de Filosofía, UAM-Iztapalapa, Biblioteca Signos.
- Beke, R. & Bolívar, A. (2009). Certainty and commitment in the construction of academic knowledge in the humanities. En Suomela-Salmi, E (Ed.), Cross linguistic and cross cultural perspectives on Academic Discourse (pp. 33-48). Amsterdam/Philadelphia: John Benjamins.
- Bolívar, A. (2010). Dialogue in the dynamics of political practice. En D. Koike., & L. Rodríguez Alfano (Eds.), Dialogue Studies: Approaches, Functions, Context, and Language in Spanish. (pp.159-188). New York: Palgrave Macmillan Press.
- Bolívar, A., Beke, R., & Shiro, M. (2010). Las marcas lingüísticas del posicionamiento en las disciplinas: estructuras, voces y perspectivas discursivas. En G. Parodi (ed.) Alfabetización académica y profesional en el siglo XXI: leer y escribir desde las disciplinas (pp.95-125). Santiago de Chile: Planeta.
- Bolívar, A. (2010). Las disculpas en el discurso político latinoamericano. En F. Orletti. , & L. Marittini (Eds.), La (des)cortesía en español:ámbitos retóricos y metodológicos de estudio (pp. 491-520). Roma: Universita degli Studi di Roma Tre.
- Bolívar, A. (2010). Ideologías y variedades de descortesía. En M. Bernal., & N. Hernández Flores (Eds.) Estudios sobre lengua, discurso y sociedad. Homenaje a Diana Bravo. Stockholm: Stockholms Universitet.
- Bolívar, A. (2010) “¿Por qué no te callas?” La función de las interrupciones en el diálogo político. En I. Fonte Zarabozo., & L. Rodríguez Alfano (Comps.) Perspectivas dialógicas en estudios del lenguaje, (pp. 299-336). México: Universidad de Nueva León.
- Bolívar, A. (2010). Cortesía verbal e identidad cultural: lo “político” y lo cortés para hombres y mujeres. En Los desafíos de la cultura y la investigación. Libro de Memorias de la IX Jornadas de Investigación Humanística y Educativa 2006 Facultad de Humanidades y Educación. Caracas: Universidad Central de Venezuela.
- Bolívar, A. (2012). Political apologies by heads of state in diplomatic conflicts: between sincerity and political cynicism. En S. Cantarini (Eds.) Dialogue: state of the art. Studies in memory of Sorin Stati (pp.89-104) München: Lincom Academic Publishers.
- Bolívar, A. (2012). La construcción dialógica de un macrogénero: la “crisis diplomática”. En M. Shiro, P. Charaudeau y L. Granato (eds.) Los géneros discursivos desde múltiples perspectivas: teorías y análisis, pp.221-247. Madrid: Iberoamericana Vervuert.
- Bolívar, A. (2013). Los pronombres personales en la dinámica del discurso político. En N.G. Pardo A, D.E. García, T. Oteiza y M. C Asqueta C (Comps). Estudios del Discurso en América Latina. Homenaje a Anamaría Harvey ( pp. 167- 191). Bogotá: PROCEDITOR- ALED.
- Bolívar, A. y Parodi, G. (2015). Academic and professional discourse. En M. Lacorte (ed.). The Routledge Handbook of Hispanic Applied Linguistics ( pp.459-476).New York and London: Routledge.
- Bolívar, A. (2015). A afectividade no discurso populista. En Glaucia M.P. Lara y Rita de Cássia Limberti (eds.), Discurso e (des)igualdade ( pp. 143-160). São Paulo: Contexto.
- Bolívar, A. (2015). El análisis del discurso político. Herramientas teóricas y compromiso social. En N.G. Pardo Abril (Comp.). La sociedad, la comunicación y sus discursos. Miradas interdisciplinarias ( pp.17-40). Bogotá: Universidad Nacional de Colombia e Instituto Caro y Cuervo.
- Bolívar, A. (2015). La intensificación como indicador de cambio en los géneros políticos. En D. Bravo & M. Bernal (eds.). Perspectivas socio-pragmáticas y socio-culturales del análisis del discurso (pp. 97-137) . Buenos Aires: Dunken.
- Bolívar, A. (2015). Crítica y construcción de teoría en el análisis de discurso latinoamericano. En D. Silva García y M.L. Pardo (Comps.). Pasado, presente y futuro de los Estudios del discurso en América Latina. Libro electrónico en www.comunidadaled.org

### Artículos en revistas especializadas
- Bolívar, A. (1977). Un análisis Lingüístico de Textos de Psicología en inglés e Implicaciones para la Enseñanza. Revista de Pedagogía, 12, 7-23.
- Bolívar, A. (1982). An Examination of the Errors made by the Students of Stylistics in their First Written Test. News and Views, 1, 3–5.
- Bolívar, A. (1985). La interacción en el texto escrito: un análisis de discurso de editoriales de periódicos. NUCLEO, 1, 42–61.
- Bolívar, A. (1985). La tríada como unidad de interacción en el texto escrito. NUCLEO, 2, 37–67.
- Bolívar, A. (1990). Reseña de Perspectives: Sociolinguistcs and TESOL, Nessa Wolfson, Cambridge, New York, etc., Newbury House Publishers, 1989, Lingüística, ALFAL, Vol. 2.
- Bolívar, A. (1991) El Análisis de la conversación como método para la enseñanza de estilo y traducción. NUCLEO, 5, 68-78.
- Bolívar, A. (1992). The analysis of political discourse, with particular reference to the Venezuelan political dialogue. English for Specific Purposes, vol. II, 159–175.
- Bolívar, A. & Sörensen, H. (1993). Trabajar y Pensar en el Habla de Caracas: Un Estudio Exploratorio. Taller de Letras, 21, 113-132, Pontificia Universidad Católica de Chile.
- Bolívar, A., & Gladstein, M. R. (1994). Camas, botellas, y otros anestésicos: un cuento muy corto. NÚCLEO, 9-10, 53-67.
- Bolívar, A. (1995). Una metodología para el análisis interaccional del texto escrito. Boletín de Lingüística, 9, 1-18.
- Bolívar, A. (1995). La temporalidad: pretérito y antepresente del indicativo en el habla de Caracas, NÚCLEO 11, 13–26.
- Bolívar, A. (1995). La expresión de evaluaciones con “I thought” en el inglés hablado en Gran Bretaña. Revista Venezolana de Lingüística Aplicada, 1 (2), 83–99.
- Bolívar, A. (1995). El desarrollo de las destrezas lingüísticas y analíticas de profesores de Inglés en cursos de postgrado. Revista de Lingüística Teórica y Aplicada, IRLA, Vol. 33, 15-29.
- Bolívar, A. (1995). El diálogo político electoral venezolano a través de avisos de prensa. Revista Lenguaje, 23, 16-34.
- Bolívar, A. (1996). La autorreferencia en la práctica discursiva de Rafael Caldera. Discurso, Teoría y Análisis, 20, 17-37.
- Bolívar, A. (1996). The discourse of British newspaper editorials. LABSA Journal. 1 (1), 75–79.
- Bolívar, A. (1997). Reseña del Libro de Luis Cortés Rodríguez (Ed.) El Español Coloquial. Actas del Simposio sobre Análisis del discurso oral. Universidad de Almería, 1995. Language in Society (450-453). Cambridge: Cambridge University Press.
- Bolívar, A. (1997). La negociación de la evaluación en editoriales de periódicos, Boletín de Filología, tomo XXXVI, 7-24. Santiago de Chile: Universidad de Chile.
- Bolívar A. (1997). El análisis crítico del discurso: Teoría y compromisos. Episteme NS, 17 (1-3), 23-45.
- Bolívar, A. (1997). La pragmática lingüística de los resúmenes de investigación para congresos. Boletín de Lingüística, 12-13, 153-173.
- Bolívar, A. (1998). La fabla del poder. Imagen, año 31, 1, 136-136.
- Bolívar, A. & Shiro, M. (1999). El impacto del postgrado en el Área de Lingüística. Akademos, 1 (1), 55-60.
- Bolívar, A. (1999). El reporte de la experiencia con decir en el habla de Caracas. Boletín de Lingüística, Homenaje a Ambrosio Rabanales. Tomo XXXVII. 1998-1999: 181-206.
- Bolívar, A. (1999). Homogeneidad versus variedad en la estructura de los resúmenes de investigación para congresos. Akademos, 1 (2), 121-138.[9]
- Bolívar, A. (1999). Nuestro compromiso con el discurso y con la sociedad en América Latina. Discurso y Sociedad, 1 (1), 9-10.
- Bolívar, A. (1999). Las metafunciones de la cláusula en español. Lingua Americana, 3 (4), 48-66.
- Bolívar, A. (1999). Los resúmenes para eventos científicos en lingüística aplicada en América Latina: estructura e interacción. OPCIÓN, 29, 61-81.
- Bolívar, A. (2000). La representación discursiva de las dos patrias de Elisabeth Gross: Alemania y Maracaibo entre 1883 y 1896. Revista MONTALBAN, 33, 241-256.
- Bolívar, A. (2000). La lectura como un modo de interacción social. Zona Próxima, 1, 22-43.
- Bolívar, A. & R. Beke. (2000). El discurso académico en inglés para investigadores en humanidades: el caso de los abstracts. Cuadernos de Lengua y Habla, 2, 95-119.
- Bolívar, A. (2001). Review article. Language, society and power. Linda Thomas and Shân Wareing. London and New York: Routledge. ISBN 0-145-18745-1 pp.213. En Journal of Sociolinguistics, Vol. 5, Issue 2 (May) pp. 310-312.
- Bolívar, A. (2001). Changes in Venezuelan Political Dialogue: the role of advertising during electoral campaigns. Discourse and Society, 12 (1), 23-46.
- Bolívar, A. (2001). El insulto como estrategia en el diálogo político venezolano. ORALIA, 4, 47-73.
- Bolívar, A. (2001). El personalismo en la democracia venezolana y cambios en el diálogo político. Discurso y Sociedad, 3 (1), 103-134.
- Bolívar, A. (2001). El acercamiento y el distanciamiento pronominal en el discurso político venezolano. Boletín de Lingüística, 16, 86-146.
- Bolívar, A., & Betancourt, G. (2002). Estructuras de reporte y atribución de la información en la noticia periodística. Núcleo 19: 41-56.
- Bolívar, A. (2003). Análisis del discurso y compromiso social. Akademos, 5 (1), 7-31.[10]
- Bolívar, A., Chumaceiro, I., & Erlich, F. (2003). Divergencia, confrontación y atenuación en el diálogo político. Revista Iberoamericana de Discurso y Sociedad, 4 (3), 121-151.[11]
- Bolívar, A. (2004). Análisis crítico del discurso de los académicos. Revista Signos, 37 (55), 7-18.[12]
- Bolívar, A. (2005). Dialogue and confrontation in Venezuelan political interaction. AILA Review, 18, 3-17.
- Bolívar, A. (2005). Tradiciones discursivas y construcción del conocimiento en las humanidades. Signo y Seña, 14, 67-91.
- Bolívar, A. & Grindsted, A. (2005). Cognición en interacción. La negociación de creencias estereotipadas en el discurso intercultural. Núcleo, 22, 63- 2005.
- Bolívar, A. (2005). Discurso y cultura democrática en las universidades. Revista Agenda Académica, 12 (1-2), 111-120.
- Bolívar, A., & Grindsted, A. (2006). Cognition in inter(action): the negotiation of stereotypic beliefs in intercultural discourse. Merino 31. www.humaniora.sdu.dk/merino/Publiceringer/Merino31.htm
- Bolívar, A. (2008). “Cachorro del Imperio” versus “cachorro de Fidel”: los insultos en la política latinoamericana. Discurso y Sociedad, 2 (1), 1-38.[13]
- Bolívar, A. (2008). Perceptions of (im)politeness in Venezuelan Spanish: the role of evaluation in interaction. Pragmatics, 18 (4), 605-633. Special issue on Spanish speaking socio-cultural contexts.[14]
- Bolívar, A. (2008). El informe de arbitraje como género discursivo en la dinámica de la investigación. Revista Latinoamericana de Estudios del Discurso 8 (1), 41-68.[15]
- Bolívar, A. (2009). “Democracia” y “revolución” en Venezuela: un análisis crítico del discurso político desde la lingüística de corpus. Oralia, 12, 27-54.
- Bolívar, A. (2009). “¿Por qué no te callas?”: los alcances de una frase en el (des)encuentro de dos mundos. Discurso y Sociedad, 2 (1), 87-115.[16]
- Bolívar, A. (2009). Los retos lingüísticos de Venezuela: desafíos internos y globales. Diálogos Latinoamericanos, 15, 76-93.[17]
- Bolívar, A. (2010). A change in focus: from texts in contexts to people in events. Journal of Multicultural Discourses, 5(3), 213-225.[18]
- Bolívar, A. (2010). Las estrategias lingüísticas del discurso ideológico. Hablar para dividir. SIC, LXXIII (728), 348-351.[19]
- Bolívar, A. (2011). La ocupación mediática del diálogo político: el caso de las disculpas. Discurso y Sociedad, 5 (1), 41-70.[20]
- Bolívar, A. (2011). Violent and peaceful uses of language. En D. Christie (Ed.), Encyclopedia of Peace Psychology. Hoboken, New Jersey: Wiley-Blackwell.
- Bolívar, A. (2011). Funciones discursivas de la evaluación negativa en informes de arbitraje de artículos de investigación en educación. Núcleo, 28, 59-89.[21]
- Bolívar, A., & De Erlich, F. (2011). La práctica del análisis del discurso en contextos políticos polarizados. Una reflexión crítica. Revista Latinoamericana de estudios del Discurso, 11 (1), 9-30.[22]
- Bolívar, A. (2012). Coherencia y patrones textuales. Eventos 7, 67-77. (EIM-UCV)
- Bolívar, A. & Vasilachis de Gialdino, I. (2011). Introducción: El diálogo en la confrontación y en la resistencia. Introducción en Discurso y Sociedad, 5 (1), 1-8.
- Bolívar, A. (2013). El valor del subjuntivo en la interacción política. Boletín de Lingüística, vol. XXV (39-40), 36-60.
- Bolívar, A. (2013). La construcción discursiva de la revolución bolivariana: polarización y manipulación en la campaña electoral de 2012. Temas de coyuntura 67, 131-163.
- Bolívar, A. (2014). “Si la burguesía volviera a ganar, Venezuela se volvería a hundir”: la hipoteticalidad como estrategia en el discurso político. Revista de Filología 32, enero de 2014, pp. 45-61.[23]